# Balla Károly (költő)
Balla Károly (Arad, 1909. október 26. – ?) magyar költő, újságíró, szerkesztő, műfordító.

## Életútja
Négy polgári osztályt végzett szülővárosában, utána újságíró lett. 1927-ben jelent meg első írása a Brassói Lapokban, amelynek 1929-ig aradi tudósítója. Közben sógorával, Fáskerti Tiborral kiadta és szerkesztette a baloldali irányzatú Virradat (1928-29) c. aradi lapot. 1929-től 1931-ig a Brassói Lapok belső munkatársa, majd 1935-ig ismét aradi tudósító.
Munkatársa volt az Aradon megjelenő Erdélyi Hírlapnak s 1938-tól 1940-ig szerkesztője az Aradi Közlönynek. A második világháború után 1951-ig felelős szerkesztője az Román Kommunista Párt (RKP) Arad megyei bizottsága magyar nyelvű lapjának, a Jövőnek. Az 1950-es években az aradi cukorgyárban, majd egy állami mezőgazdasági vállalatnál s a buzsáki mezőgazdasági termelőszövetkezetben dolgozott.
Expresszionista hangvételű, az emberi lét értelmét faggató versei az aradi és erdélyi napilapokban, a Kút és A Hang c. aradi folyóiratokban jelentek meg. Versekkel szerepelt a Karácsonyi Almanachban (Arad 1935). Fordította román írók műveit.

## Kötetei
- Ki vállalja a célt? (versek, Arad 1936)
- A. G. Vaida: Jeltüzek (regényfordítás, 1951)